# Дяволска богомолка
Дяволската богомолка (Idolomantis diabolica) е наричана „Кралицата на богомолките“ заради големия си размер, красотата и сравнително рядкото ѝ срещане в природата.

## Описание
Това е най-голямата богомолка в света. Женските достигат на дължина до 13 cm, а мъжките до около 10 cm. Имат много разнообразна окраска – зелена, бяла, червена, розова, оранжева, жълта, лилава, синя и черна. Това са уникални богомолки, затова са толкова често отглеждани от колекционери и любители на богомолките.

### Мимикрия
Тази богомолка е много добра в мимикрията. Когато наближи опасност, тя замръзва на едно място и разперва качулката си и така заприличва на цвете. Стои така докато опасността не отмине. Понякога се слива с цветята и така става незабележима.

## Разпространение и местообитание
Срещат се в Африка - Етиопия, Кения, Малави, Сомалия, Танзания и Уганда. Тези богомолки са изключително редки и обитават гористите местности и тревисти райони. Обикновено на места, където има изобилие от цветя.

## Хранене
Тази богомолка се храни с пчели, оси, водни кончета, мухи, гризачи, малки влечуги и дори себеподобни.